# J. Ayo Langley
Jabez Ayodele „Ayo“ Langley, bekannt als J. Ayo Langley (* 18. März 1943 in Bathurst; † 10. Juni 2007 in Silver Spring), war ein gambischer Geschichts- und Politikwissenschaftler, Beamter, Autor und Diplomat.

## Leben
Langley schloss 1965 sein Studium der Geschichte an der University of Wales, Großbritannien, mit einer Dissertation mit magna cum laude ab und promovierte in dem Bereich Politikwissenschaften 1968 an der University of Edinburgh, wo er auch drei Jahre Vorträge hielt. Er trat 1971 in den gambischen Staatsdienst ein und diente 17 Jahre lang, darunter eine diplomatische Vertretung in Nigeria (ab 1974). Als Stabschef von Präsident Sir Dawda Kairaba Jawara stieg er in den höchsten Rang auf. 1988 war Langley Exekutivdirektor für Afrika bei der Weltbank und vertrat 22 Länder in Subsahara-Afrika (1. November 1990 bis 31. Oktober 1992). Später wurde er Professor an der Howard University, Abteilung für Afrikastudien und wurde als Autor von Pan-Africanism and nationalism in West Africa, 1900–1945 bekannt. Langley wurde als Autorität für den Panafrikanismus respektiert. Er war auch der Autor von Idealogies of Liberation in Black Africa, 1956–1970. Er gehörte zu den ersten Forschungsstipendiaten am Ralph J. Bunche International Affairs Center  der Howard University. Er lehrte an der Howard University sowohl in der Geschichtsabteilung als auch in der Abteilung für Afrikastudien. Langley war auch als Berater des Entwicklungsprogramms der Vereinten Nationen und der Wirtschaftskommission der Vereinten Nationen für Afrika tätig.
Langley starb 2007 im Holy Cross Hospital, Silver Spring, MD. Die Beerdigung fand in Banjul, Gambia, statt.

## Werke und Schriften
- Pan-Africanism and nationalism in West Africa, 1900–1945
- Ideologies of liberation in Black Africa, 1856–1970 : documents on modern African political thought from colonial times to the present
- The Gambia section of the National Congress of British West Africa
- William Esuman-Gwira Sekyi (Kobina Sekyi) of Ghana, (1892–1956) : theory of politics, development and cultural identity
- Towards an effective administrative Framework for the implementation of integrated rural development in The Gambia
- The royal stools of Ashanti
- Ideologies of liberation in black Africa, 1856–1970